# Raul Guilherme Martins
Raul Guilherme Martins, mais conhecido como Raul (Curitiba, 13 de março de 1990), é um ex-futebolista brasileiro que atuava como lateral-direito e volante.

## Carreira
Jogava na base do rival, o Coritiba em 2005, mesmo ano em que chegou ao Atlético. No mesmo ano participou do elenco que foi campeão do Campeonato Sul-Americano de Futebol Sub-15. Teve as primeiras chances no profissional do Atlético em 2009, jogando o Brasileiro, quase todo que titular. Em 2010 foi afastado por problemas não explicados e por uma grave lesão. Em 2011 superou os problemas, se recuperou da lesão e voltou ao time profissional do clube.[carece de fontes?]
Depois disso, vivendo altos e baixos dentro da equipe paranaense, foi emprestado ao Joinville. Em janeiro de 2012 retornou ao Atlético-PR. Não sendo aproveitado pelo técnico do clube paranaense, vai para o Botafogo-SP. Ainda no mesmo ano, raul foi contratado pelo Fortaleza.
Já visando reforçar o time no Campeonato Paranaense de 2013, no dia 28 de agosto de 2012 o Londrina anunciou a contratação de Raul.

## Títulos
Brasil
- Campeonato Sul-Americano de Futebol Sub-15: 2005
- Campeonato Sul-Americano de Futebol Sub-17: 2007

Atlético Paranaense
- Campeonato Paranaense: 2009

Marcílio Dias
- Campeonato Catarinense - Divisão Especial: 2013